# Jorge Madrazo Cuéllar
Jorge Luis Madrazo Cuéllar (Ciudad de México, 24 de junio de 1953) es un abogado y funcionario mexicano que se desempeñó como procurador general de la República durante el gobierno del presidente Ernesto Zedillo entre 1996 y 2000.

## Biografía

### Estudios
Nació en la Ciudad de México, el 24 de junio de 1953, ingreso a la Facultad de Derecho de la Universidad Nacional Autónoma de México en el año de 1972, posteriormente, en el año de 1977, obtuvo el título de Licenciado en Derecho. Prosiguió sus estudios en la UNAM y obtuvo el grado de Maestro en Derecho Constitucional y administrativo en 1982. Posteriormente en 1987, logró el grado de doctor en Derecho Constitucional, también por la UNAM.  

### Primeros cargos
Fue director del Instituto de Investigaciones Jurídicas de la UNAM durante 7 años. Entre los cargos que ha ostentado destacan haber sido comisionado para la paz en Chiapas durante 1994 y 1995, además fue presidente de la Federación Iberoamericana de Defensores del Pueblo y primer visitador y presidente de la Comisión Nacional de los Derechos Humanos. 

### Procurador general
El 2 de diciembre de 1996, el presidente Ernesto Zedillo, lo nombró como procurador general de la República, en sustitución de Antonio Lozano Gracia, ocupando el cargo hasta el final del sexenio el 30 de noviembre de 2000, siendo sustituido por el Rafael Macedo de la Concha.
Jorge Madrazo Cuéllar era titular de la Procuraduría General de la República cuando ocurrió la Matanza de Acteal del 22 de diciembre de 1997, en el que un grupo de paramilitares asesinó a 45 indígenas tsotsiles mientras oraban en una ermita de madera en la comunidad de Acteal, en Chiapas. 79 indígenas fueron sentenciados a 28 y 36 años de prisión por la matanza. En tres casos distintos, la Suprema Corte ha ordenado la liberación de 51 personas acusadas y sentenciadas, (20 en agosto de 2009, 9 en noviembre de 2009, 15 en 2010 y 7 más en 2012) luego de haber cumplido de diez a quince años de la condena que se les impuso. 
 Los ministros consideraron que las sentencias se basaron en pruebas obtenidas de manera ilegal y en testimonios fabricados por la Procuraduría General de la República (PGR).  El exprocurador rechazó haber recibido presiones políticas, ni del (ex) Presidente (Zedillo) ni de ninguna otra persona durante el transcurso de las investigaciones.<ref>«Madrazo Cuéllar niega fabricación de pruebas». El Universal. 14 de agosto de 2009. Consultado el 24 de julio de 2012.</ref
Además de un sin de delitos cometidos por este personaje nefasto. Terminó siendo cónsul en la ciudad de Seattle, Washington, dónde hoy forma parte de la clínica sea mar.